# Dicamptus tenuicornis
Dicamptus tenuicornis är en stekelart som beskrevs av Ian D. Gauld och Mitchell 1981. Dicamptus tenuicornis ingår i släktet Dicamptus och familjen brokparasitsteklar. Inga underarter finns listade i Catalogue of Life.